# بارا دو روچا
بارا دو روچا (به پرتغالی: Barra do Rocha) یک منطقهٔ مسکونی در برزیل است که در باهیا واقع شده‌است. بارا دو روچا ۵٬۶۱۲ نفر جمعیت دارد.